# Cacicato
El término cacicato se aplica, en antropología social, a uno de los estadios de evolución organizativa de las sociedades tribales, concretamente al más avanzado de ellos, "que anuncia la forma estatal en sus complejidades". Es una forma de organización muy típica de los clanes de Polinesia y Micronesia, aunque también se ha encontrado frecuentemente en Asia Central, entre los bantúes en África, en el Caribe y, en general, en toda América.

## Organización general
La organización política del "cacicato" abarca un ámbito regional, a cuyo frente se sitúan jefes militares y poderosas noblezas primitivas, con economías diversificadas y de elevada productividad. Se trata, por tanto, de un modelo bien diferenciado de la tradicional "tribu segmentaria", que se caracterizaba por estar escasamente dotada económicamente hablando y políticamente fragmentada, con caudillaje local, de alcance limitado y sin privilegios. El "cacicato", en cambio, responde a varios elementos estructurales y organizativos, conforme a la descripción de Marshall Sahlins:
1. Suprime distinciones segmentarias entre tribus, mediante la creación de una jerarquía administrativa, a cuya cabeza se encuentra un cacique (o figura similar).
2. Es una sociedad cerrada, no permeable.
3. La comunidad local se convierte en una subdivisión política del conjunto regional.
4. Tiene estructura social estratificada, pero no es una sociedad de clases

## El clan cónico
El tipo más depurado de "cacicato", es el denominado clan cónico, integrado por un extenso grupo de descendencia común, delimitado y segmentado sobre la base de prejuicios ideológicos. Es un clan convertido en organización política, regido por el principio de primogenitura. La organización incluye una línea de descendencia principal (llamada "decana") y varias secundarias. Los linajes secundarios dominan los asentamientos tribales locales y se consideran emparentados entre ellos, integrando así un linaje superior de carácter zonal, territorio que comprende a todos los asentamientos hermanados (fratría) y tiene a su frente un jefe, descendiente de la línea decana. Varios distritos o zonas, a su vez, conforman la estructura regional del clan cónico, en la cima de la cual se encuentra, siempre, un descendiente directo del fundador de la línea decana, y por tanto del propio clan, cuya autoridad excede con mucho a la de los jefes de las tribus segmentarias. 
Esta estructura política implica, necesariamente, la exigencia a las comunidades locales de mercancías y servicios para los ceremoniales, funcionarios y nobles. El cacique, en cada escalón, interviene en la economía de las comunidades, la fomenta y la explota. Los jefes, por tanto, tienen privilegios y obligaciones definidas, ostentando además una autoridad auténtica: los demás están obligados a obedecerle. 
La tribu, en este sistema, se conforma como el conjunto de uno o varios clanes cónicos, alcanzando así un gran tamaño y extensión, y un carácter "cuasi-estatal".